# Henri Monfort
Henri Monfort (* 25. listopadu 1953) je Francouz, který praktikuje breatharianismus. Vyrůstal v Bretani. Tvrdí, že nepřijímá fyzickou, ale pránickou potravu. Inspirací mu původně byla Australanka Jasmuheen. Přestože říká, že nekonzumuje fyzické jídlo, pije vodu. Lékařské vyšetření, které by dokázalo, že skutečně nekonzumuje fyzickou stravu, však odmítá. V roce 2009 o své životní filozofii vydal knihu, která o čtyři roky později vyšla pod názvem Pránická výživa: Jiná cesta ke spiritualitě také v českém jazyce. Své poznatky šířil také prostřednictvím přednášek, které však kvůli útokům různých lidí a organizací na jeho osobu přestal pořádat. Přednášky pořádal mj. v Česku.